# Gran Santuario Tsubaki de América
El Gran Santuario Tsubaki de América, también conocido como Tsubaki America Jinja, es el primer santuario sintoísta construido en el área continental de los Estados Unidos. Fue erigido en Stockton, California y trasladado en 2001 a Granite Falls, Washington.
Este santuario es una sucursal del Gran Santuario Tsubaki, considerado uno de los santuarios más importantes y antiguos de Japón.